# Хурсдорф
Хурсдорф (нем. Chursdorf) — община в Германии, в земле Тюрингия.
Входит в состав района Заале-Орла. Подчиняется управлению Зеенплатте. Население составляет 205 человек (на 31 декабря 2010 года). Занимает площадь 6,17 км².